# Stenocercus simonsii
Stenocercus simonsii är en ödleart som beskrevs av  George Albert Boulenger 1899. Stenocercus simonsii ingår i släktet Stenocercus och familjen Tropiduridae. Inga underarter finns listade i Catalogue of Life.